# William Kwong Yu Yeung
William Kwong Yu Yeung (* 1960 in Hongkong) ist ein kanadischer Astronom und Asteroidenentdecker chinesischer Herkunft.
Er entdeckte im Zeitraum von 1999 bis 2008 insgesamt 1864 Asteroiden und ist damit einer der effizientesten Asteroidenjäger. Außerdem entdeckte er den periodischen Kometen 172P/Yeung. Auf sein Konto geht auch die Entdeckung des Objekts J002E3, welches zuerst für einen Asteroiden gehalten wurde, bis es als Teil der Saturn V-Rakete identifiziert wurde, die Apollo 12 auf den Weg zum Mond brachte.
Er begann seine Arbeit am Rock Finder Observatory (IAU-Code 652) in Calgary, Alberta, und wechselte danach zum Desert Beaver Observatorium (IAU-Code 919) in Arizona und zum Desert Eagle Observatory (IAU-Code 333).